# エラガバリウム

エラガバリウム神殿の平面図。　左下にサン・セバスティアーノ・アル・パラティーノ教会（San Sebastiano al Palatino）が位置する

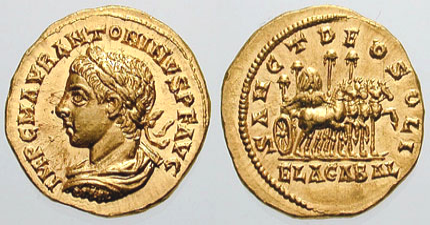
ローマのアウレウス金貨に描かれるエラガバルスの横顔。裏面には、「聖なる太陽神エラガバル（Sanct Deo Soli Elagabal）」の記述と、エメサの聖なる石を運ぶ4頭の馬が描かれる。

エラガバリウム（Elagabalium）は、ローマ皇帝エラガバルスがパラティーノの丘北東部、フラウィウス闘技場（コロッセオ）前に建設した神殿。エラガバルス統治期（西暦218-222年）エラガバリウム神殿は、ソル・インウィクトゥス（Deus Sol Invictus）を崇める場所であり、エラガバルス自身が司祭を務めた。

## 概要
- ドミティアヌス帝（在位 81-96年）によりユピテル神殿として着工[1]
- 列柱式（70m x 40m）
- 218年、エラガバルスが皇帝着位すると、彼の出身エメサ（シリア）の主神エル・ガバルへの神殿に設定、施設拡張[2] エラガバルスは、崇拝神の名称をソル・インウィクトゥス（Deus Sol Invictus）に改め、自らが宗教を率いる。ソル・インウィクトゥス神は円錐状の黒い聖石（バエティルス：baetylus）で象徴化（隕石の一部だと考えられている）[3]
- エラガバルスの死後、アレクサンデル・セウェルス（第24代ローマ皇帝）により再びユピテルに捧げられ、第2のEl-Gabal神殿が、現在サンタ・クローチェ・イン・ジェルサレンメ聖堂（Santa Croce in Gerusalemme）がある位置に建てられた。